# Eddy Álvarez
Eduardo Cortes Álvarez (Miami, Florida; 30 de enero de 1990) es un Infielder cubano-estadounidense de béisbol profesional que juega en las Grandes ligas (MLB) para Los Ángeles Dodgers. Fue Patinador y representó a los Estados Unidos en los juegos olímpicos de invierno ganando la medalla de plata.
Hijo de inmigrantes cubanos, Álvarez creció en Miami, Florida. Comenzó a patinar sobre ruedas a los cinco años, comenzó a patinar sobre hielo a los siete y a los once ganó títulos nacionales de nivel de edad en patinaje de velocidad en línea , pista larga y pista corta. En la escuela secundaria, Álvarez se tomó un descanso del patinaje para concentrarse en su otra pasión: el béisbol. Jugó lo suficientemente bien como para ganarse una beca universitaria, pero en cambio abandonó el deporte para perseguir su sueño olímpico.
Álvarez participó en el Campeonato Mundial Juvenil de Patinaje de Velocidad en Pista Corta 2008 y 2009, y ganó una medalla de oro en 2009. Después de perderse los Juegos Olímpicos de 2010, regresó al béisbol en un intento de darle un respiro a sus rodillas después de años de dolor crónico. Se convirtió en un campocorto de All-Conference, pero sus rodillas no mejoraron. A principios de 2012, Álvarez se sometió a una cirugía para reparar tendones rotulianos gravemente desgarrados que lo dejaron completamente inmóvil durante cuatro semanas. Regresó a la Selección Nacional en julio, pero estaba demasiado débil para subir escaleras, y mucho menos patinar de manera competitiva.
Después de una intensa terapia física, Álvarez llegó al equipo de la Copa del Mundo de Estados Unidos en diciembre de 2012. Terminó la temporada como el tercer patinador mejor clasificado del país. Durante la temporada de la Copa del Mundo 2013-14, Álvarez ganó tres medallas. En las Pruebas Olímpicas de 2014, quedó segundo en los 500 metros, segundo en los 1.500 metros y tercero en los 1.000 metros. La actuación lo convirtió en el primer patinador de velocidad masculino cubanoamericano en formar parte de un equipo olímpico de Estados Unidos. En los Juegos Olímpicos, ganó una medalla de plata en el relevo de 5.000 metros después de no conseguir medalla en sus tres eventos individuales. Antes de los Juegos Olímpicos, Álvarez dijo que planeaba dejar el patinaje de velocidad después de los Juegos para concentrarse en el béisbol.
Después de su debut en la MLB el 5 de agosto de 2020, Álvarez se convirtió en el primer atleta de los Juegos Olímpicos de Invierno y el primer atleta olímpico que no es béisbol desde Jim Thorpe en jugar las Grandes Ligas.

## Primeros años
Eduardo Álvarez nació el 30 de enero de 1990, de Mabel y Walter Álvarez.  Creció en Miami y se graduó de Christopher Columbus High School.
A los cinco años, Álvarez recibió un par de patines de plástico. Rápidamente descubrió que tenía talento y pasión por el deporte, realizando trucos como saltar por encima de las cajas para multitudes de fin de semana en South Beach.  A los siete años, su entrenador, Bob Manning, le presentó el hielo. Inspirándose en su compañera de estudios Manning y residente en Miami, Jennifer Rodríguez, Álvarez se comprometió a llegar algún día a los Juegos Olímpicos. A los once años, "Eddy the Jet", como se le conocía, ganó la triple corona: títulos nacionales a nivel de edad en patinaje de velocidad en línea, patinaje de velocidad en pista larga y patinaje de velocidad en pista corta.
Durante la escuela secundaria, Álvarez dejó en suspenso su carrera en el patinaje para concentrarse en su otro amor, el béisbol. Jugó lo suficientemente bien como para ganarse una beca deportiva completa para la Universidad de St. Thomas como campocorto. Sin embargo, la idea de competir en las Olimpiadas lo hizo volver al patinaje de velocidad y Álvarez rechazó la beca. "Básicamente, en mi último año, fui al entrenador en jefe y pensé, 'escucha, siempre he tenido esta meta, o un sueño, y quiero volver a patinar'", recordó. "Así que dejé el béisbol y volví a patinar".

## Carrera de patinaje
Álvarez participó en el Campeonato Mundial Juvenil de Patinaje de Velocidad en Pista Corta 2008 y 2009 , ganando una medalla de oro en el relevo de 3000 metros en la edición de 2009. Obstaculizado por un virus estomacal, Álvarez quedó séptimo en las Pruebas Olímpicas de 2010 y se perdió el equipo. Después de las pruebas, decidió tomarse un descanso del patinaje para darle un descanso a sus rodillas después de años de dolor crónico. "Llegué a un punto en el que no podía terminar los entrenamientos. Llegaba a casa y lloraba", recordó. "Pero me decía a mí mismo que debía seguir adelante porque era la temporada olímpica y no tenía nada que perder"
Para la temporada 2011, Álvarez entró al equipo de béisbol de Salt Lake Community College. Se convirtió en el campocorto titular, bateó para .303 y fue incluido en el equipo All-Conference de la temporada. Sin embargo, sus rodillas no mejoraron y finalmente decidió que se las revisaran. Su médico descubrió que Álvarez tenía múltiples desgarros, doce en total, en los tendones rotulianos de ambas rodillas.
Álvarez se sometió a cinco inyecciones de plasma antes de recurrir a una cirugía que podría haber terminado con cualquier posibilidad de un regreso al patinaje. Fue operado en marzo de 2012 y estuvo completamente inmóvil las siguientes cuatro semanas. "Fue un momento difícil", recordó. "Mi mínimo histórico. Estaba listo para dejar de fumar".  Su padre persuadió a Álvarez a perseverar y en julio Álvarez estaba listo para regresar a la Selección Nacional. Regresó cuando el equipo se desmoronaba a raíz de las acusaciones de que el entrenador en jefe Jae Su Chunhabía abusado física y mentalmente de atletas. Chun fue expulsado y formó su propio club de patinaje, llevándose a la mitad del equipo nacional con él. Álvarez se quedó con el equipo oficial. "Volví al programa nacional de carreras porque la única forma de hacerlo era con apoyo", explicó. "No podía hacerlo por mi cuenta. Tenía que hacer lo mejor para mí". Los músculos de Álvarez estaban tan débiles por el desuso que ni siquiera podía subir un par de escaleras sin ayuda. Mientras sus compañeros trabajaban en sus habilidades de patinaje, él se sometió a una intensa fisioterapia para rehabilitar los músculos de sus piernas.
Para diciembre de 2012, Álvarez se había recuperado lo suficiente como para clasificar para el equipo de la Copa del Mundo. Después del Campeonato Nacional de EE. UU. De 2013 en enero, ocupó el cuarto lugar en la general en el equipo de (EE. UU.) Llegó a los Campeonatos del Mundo y subió al tercer puesto al final de la temporada.  Durante la Copa del Mundo de Patinaje de Velocidad en Pista Corta ISU 2013-14, ganó un oro (en Kolomna) y una plata (en Seúl) en el relevo de 5.000 metros. También ganó un bronce (en Shanghái) en los 500 metros.
Álvarez abrió las pruebas olímpicas de invierno de 2014 al quedar segundo en los 1.500 metros. Siguió con un segundo puesto en los 500 metros, asegurando un lugar en el equipo olímpico. Se convirtió en el primer patinador de velocidad masculino cubanoamericano en formar parte de un equipo olímpico de Estados Unidos. "Este fue un sueño, una meta mía desde que era niño. Quiero estar en ese podio. Quiero representar a mi país y mi origen, mi familia, mis padres". Álvarez concluyó las Pruebas al quedar tercero en los 1.000 metros.
Álvarez abrió los Juegos Olímpicos con una descalificación en los 1.500 metros tras toparse con un patinador italiano. En los 1.000 metros, se cayó cuando un patinador canadiense resbaló frente a él. Fue derribado por un surcoreano en la ronda de clasificación del relevo de (5.000 metros), pero Estados Unidos avanzó cuando un juez dictaminó que el surcoreano había impedido a Álvarez. En 500 metros de calor, Álvarez volvió a caer, esta vez solo, al resbalar sobre hielo blando. Al comentar sobre todas las cataratas, bromeó diciendo que debería obtener una medalla por su habilidad para golpear el acolchado protector en el borde de la pista. Álvarez terminó fuerte, ya que él y sus compañeros ganaron la medalla de plata en la final de relevos de 5,000 metros, terminando (0.271) segundos detrás de Rusia.
Antes de los Juegos Olímpicos, Álvarez dijo que volvería al béisbol después de los Juegos con la esperanza de ser seleccionado. Dijo que está 95 % seguro de que no volverá al hielo de nuevo.

## Carrera de béisbol

### Chicago White Sox
Los Medias Blancas de Chicago firmaron a Álvarez con un contrato de ligas menores el 11 de junio de 2014. Hizo su debut profesional con los Medias Blancas de Arizona de la Liga de Arizona de nivel novato, donde jugó 27 partidos. Fue ascendido a los Intimidadores de Kannapolis de la Liga del Atlántico Sur de Clase A el 12 de agosto de 2014.
Álvarez comenzó la temporada 2015 con Kannapolis. Después de una temporada exitosa con Kannapolis, Álvarez fue ascendido al Winston-Salem Dash de la Clase A-Avanzada Carolina League el 22 de julio de 2015. En 2016, comenzó la temporada con los Birmingham Barons de la Clase AA Southern League, y fue ascendido a los Caballeros de Charlotte de la Liga Internacional Clase AAA. En la temporada, registró una línea de corte de (.265 / .341 / .365) con 6 jonrones y 65 carreras impulsadas. En 2017, Álvarez dividió el año entre Birmingham y Charlotte, registrando una línea de bateo de (.235 / .347 / .310) con 4 jonrones y 39 carreras impulsadas en 126 juegos. En 101 juegos para Charlotte en 2018, Álvarez redujo (.253 / .348 / .435) con 8 jonrones y 37 carreras impulsadas, la mejor marca de su carrera.

### Miami Marlins
El 27 de marzo de 2019, Álvarez fue traspasado a los Marlins de Miami . Dividió la temporada 2019 entre Triple-A New Orleans Baby Cakes, Double-A Jacksonville Jumbo Shrimp y High-A Jupiter Hammerheads, acumulando una línea de bateo de (.324 / .408 / .559) con un récord personal de 12 en casa. carreras y 44 carreras impulsadas en 70 juegos entre los tres equipos. El 3 de agosto de 2020, los Marlins seleccionaron el contrato de Álvarez para la lista de 40 hombres y lo promovieron a las ligas mayores por primera vez. El 5 de agosto, Álvarez hizo su debut en la MLB contra los Orioles de Baltimore. Álvarez fue designado para asignación por los Marlins el 13 de septiembre de 2020, luego de acertar 7 de 37 en 12 apariciones. Fue asignado al Triple-A Jacksonville Jumbo Shrimp para comenzar la temporada 2021.

### Selección de Estados Unidos
En mayo de 2021, Álvarez fue incluido en la lista del equipo nacional de béisbol de los Estados Unidos para el Evento Clasificatorio de las Américas.  Al mes siguiente, el equipo se clasificó para los Juegos Olímpicos de Tokio 2020, disputados en Tokio en 2021. Álvarez fue nombrado para la lista de los Juegos Olímpicos el 2 de julio. Será el atleta 135 en competir tanto en el Juegos Olímpicos de Invierno y verano. Se convertirá en el sexto atleta en ganar medalla tanto en los Juegos Olímpicos de Verano como en los de invierno.
El 21 de julio, Álvarez fue elegido para ser abanderado de los Estados Unidos en la ceremonia de apertura de los Juegos Olímpicos junto con la jugadora de baloncesto Sue Bird. Álvarez fue el primer jugador de béisbol en ser seleccionado como abanderado de los Estados Unidos.

## Vida personal
El hermano mayor de Álvarez, Nick, jugó béisbol profesional durante siete años, alcanzando el nivel Triple-A.  Su hermana, Nicole, es DJ de radio en Los Ángeles para KROQ FM.
Álvarez ve al patinador de velocidad en pista corta JR Celski como un hermano más. Dice que entrenar con Celski, a quien conoce desde los seis años, ha sido el factor más importante de su éxito como patinador de velocidad. "En California estábamos subiendo las dunas de arena y él me veía acercarme y simplemente golpeaba los jets", recuerda. "Somos competitivos. Todo lo que hacemos es una competencia". Después de su cirugía, Álvarez aprendió a tocar la guitarra para mantenerse ocupado.
| Predecesor: Michael Phelps Río de Janeiro 2016 | Abanderado de los Estados Unidos en los JJ. OO. de verano Tokio 2020 (junto con Sue Bird) | Sucesor: A confirmar París 2024 |